# Apeshit
Apeshit è un singolo del gruppo musicale statunitense The Carters, pubblicato il 16 giugno 2018 come unico estratto dal primo album in studio Everything Is Love.

## Descrizione
La canzone è stata co-scritta e co-prodotta da Pharrell Williams. Quavo e Offset, membri del trio hip hop Migos, sono accreditati come co-autori.

## Accoglienza
Il brano è stato accolto positivamente dalla critica musicale, che ha apprezzato anche le scelte della coppia per il video correlato.
La rivista statunitense Billboard  inserisce il brano al 27º posto nella lista delle canzoni migliori dell'anno, affermando che «Il brano è un'ode a quanto grandi siano diventati Beyoncé e JAY-Z; [...] Affittare l'intero Museo del Louvre a Parigi per il loro video musicale segna l'epitome della fama».
Kory Grow di Rolling Stone ha lodato il beat di Apeshit, collocando successivamente il brano al 24º posto tra i migliori cinquanta del 2018, commentando che «Per anni si è mormorato che un giorno la più grande coppia musicale di tutti i tempi avrebbe pubblicato un album collaborativo insieme; il video è così esagerato e lussuoso, come uno potrebbe sperare, prendendo il Louvre e riempiendolo con un mare di ballerini e modelli neri di fronte alle opere che segnano la storia occidentale».

## Video musicale
Il videoclip è stato girato al Louvre di Parigi, diretto da Ricky Saiz. La trama visiva si sposta per rivelare le sale vuote del Louvre e la coppia in posa davanti al capolavoro di Leonardo da Vinci, Gioconda. Una volta che la canzone inizia, la scena taglia in cima alla scala di marmo posta di fronte alla Nike di Samotracia mentre i ballerini si stendono sui gradini discendenti contraendo e rilasciando i loro torsi al flusso ritmico della canzone. Successivamente, vengono eseguite coreografie di fronte a numerosi dipinti e statue, tra cui: laVenere di Milo, Le Sabine, La zattera della Medusa e L'incoronazione di Napoleone, con particolare attenzione alle rappresentazioni di persone di etnia africana, tra cui Ritratto di una donna nera di Marie-Guillemine Benoist. La coppia, inoltre, si esibisce di fronte alla Grande Sfinge di Tanis e alla piramide del Louvre.

## Impatto sul Louvre
Il Louvre ha affermato che l'incremento di oltre il 50% dei visitatori under 30 nel 2018 è stato dovuto al video girato dalla coppia nel museo, segnando il record di visitatori con oltre 10 milioni di persone. Il museo ha inoltre creato un tour all'interno delle sale ispirato al video.

## Riconoscimenti
- 2018 - BET Hip Hop Awards[24]
  - Canzone dell'anno
  - Miglior collaborazione
- 2018 - MTV Europe Music Awards[25]
  - Candidatura al miglior video
- 2018 - MTV Video Music Awards[26]
  - Miglior scenografia
  - Miglior fotografia
  - Candidatura al video dell'anno
  - Candidatura alla miglior collaborazione
  - Candidatura al miglior video hip-hop
  - Candidatura alla miglior coreografia
  - Candidatura alla miglior regia
  - Candidatura al miglior montaggio
- 2018- Soul Train Music Award
  - Candidatura alla premio Rhythm & Bars
- 2019 - Grammy Awards[27]
  - Candidatura al miglior videoclip
- 2019 - NAACP Image Award[28]
  - Candidatura al miglior video musicale

## Classifiche
| Classifica (2018) | Posizione massima |
| ----------------- | ----------------- |
| Australia         | 54                |
| Belgio (Fiandre)  | 37                |
| Canada            | 24                |
| Francia           | 97                |
| Irlanda           | 33                |
| Italia            | 93                |
| Paesi Bassi       | 59                |
| Portogallo        | 39                |
| Regno Unito       | 33                |
| Stati Uniti       | 13                |
| Svezia            | 56                |
| Svizzera          | 69                |